# Fighting Tools

Fighting Tools est un cartoon de la série Private Snafu réalisé par Bob Clampett et sorti en 1943.